# Mèo cụt đuôi Hoa Kỳ
Mèo cụt đuôi Hoa Kỳ là một giống mèo không phổ biến được phát triển vào cuối những năm 1960. Giống mèo này có đặc đặc điểm đáng chú ý nhất là ở chiếc đuôi cụt mập mạp của nó, có chiều dài khoảng một phần ba đến một nửa của đuôi mèo bình thường. Đây là kết quả của một đột biến di truyền loại cơ thể mèo ảnh hưởng đến sự phát triển đuôi, tương tự như của giống mèo Manx. Loài này không liên quan đến loài Mèo cộc đuôi Nhật Bản mặc dù tên và loại đuôi của chúng khá giống nhau - các chương trình nhân giống hoàn toàn không liên quan và đột biến di truyền gây ra hiện tượng cái đuôi cụt được biết là khác nhau vì đột biến gây ra đuôi cụt của mèo Hoa Kỳ là gen trội, trong khi đột biến đuôi của mèo cụt đuôi Nhật Bản là gen lặn.
Mèo cụt đuôi Hoa Kỳ là một giống mèo rất có cơ thể chắc chắn, có cả hai biến thể lông ngắn và dài. Bộ lông của giống mèo này có thể được miêu tả là xù xì tốt hơn là được miêu tả bằng từ "dày" hoặc "mịn". Giống mèo này có thể có thể có bất kỳ màu mắt và lông nào, với một sự nhấn mạnh về sự xuất hiện của các đốm "hoang dã" tác động lên bề ngoài của mèo.

## Hành vi
Mèo cụt đuôi Hoa Kỳ vui tươi, hòa nhập và năng động vừa phải. Chúng được thuật lại là có đủ khéo léo để thoát khỏi phòng với cửa kín và từ lồng được khóa cách chắc chắn. Mang tính chất hòa nhập với chủ sở hữu và người chăm sóc của chúng, mèo cụt đuôi Hoa Kỳ sẽ yêu cầu sự chú ý bằng cách kêu "meo" hoặc chỉ bằng cách nhảy vào đùi của chủ.